# Robert Caha
Robert Caha (ur. 11 marca 1976 w Igławie) – czeski piłkarz grający na pozycji obrońcy.

## Kariera
Profesjonalną karierę piłkarską rozpoczynał w 1994 w Baníku Ostrawa. Po okresie gry w czeskich klubach w 2001 przeszedł do Chinese Super League do klubu Shenyang Jinde. Grał tam rok, po czym wrócił do Banika. W 2002 roku przeszedł do Sigmy Ołomuniec.
Po dobrych występach w Sigmie w 2004 podpisał dwuletni kontrakt z CSKA Sofia. Wraz z klubem zdobył mistrzostwo Bułgarii sezonu 2004/2005. W CSKA jednak rozczarowywał i klub przedwcześnie zerwał z nim kontrakt. Pod koniec 2005 roku poinformowano o jego przejściu do Dyskobolii Grodzisk Wielkopolski, jednak ostatecznie nie doszło do podpisania kontraktu z polskim klubem. Ostatecznie podpisał osiemnastomiesięczny kontrakt z Persepolisem Teheran. W 2008 przeszedł do DAC Dunajská Streda. W 2010 odszedł z FC Vysočina Jihlava, po czym pozostawał bez klubu. Był wówczas bliski wyjazdu do ligi Omanu, ale nie został wówczas piłkarzem tej ligi. W 2011 przez pół roku był zawodnikiem Odry Wodzisław Śląski. Od 2011 gra w Slavoju TKZ Polná.